# Stade Municipal Khemiss des Zemamra
Stade Municipal Khemiss des Zemamra – stadion w Maroku, w mieście Zemamra, na którym gra tamtejszy klub – Renaissance Zemamra. Posiada 2500 miejsc, jego nawierzchnia jest sztuczna (od 2017 roku). Mieści się przy Avenue Prince Sidi Mohamed.